# Есхатологія
Есхатологія (дав.-гр. ἔσχᾰτον «кінець») — розділ теології і філософії, що складає систему поглядів і вірувань про кінець світу, а також про долю людства і Всесвіту після нього.

## Напрямки

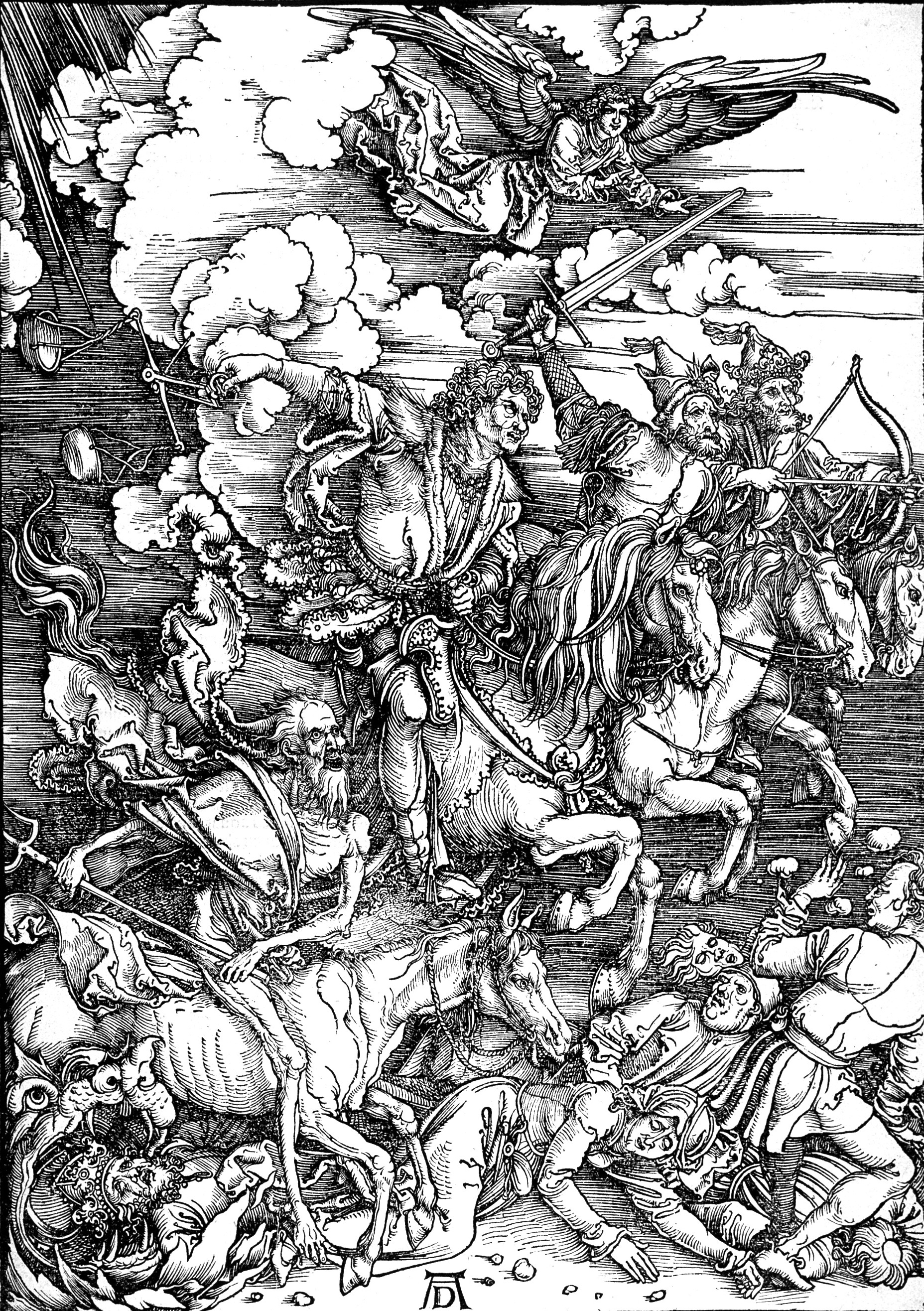
Чотири вершники Апокаліпсису, гравюра на дереві з Апокаліпсису Альбрехта Дюрера (1497—1498), Державна картинна галерея (Карлсруе)

Есхатологічні уявлення про кінець світу або кінець часів присутні в багатьох релігійно-філософських і світоглядних системах Землі (як авраамічних, так і неавраамічних). Віра в те, що кінець світу неминучий, відома як апокаліптика, і з часом її дотримувалися як представники основних релігій, так і культи кінця світу, які вчать, що негативні світові події досягнуть кульмінації.
У контексті містицизму цей термін метафорично означає кінець звичайної реальності та возз'єднання з божественним. Різні релігії трактують есхатологію як майбутню подію, пророчену в священних текстах або фольклорі. Юдаїзм, християнство та іслам мають власну есхатологічну концепцію: «страшний суд».
Авраамічні релігії дотримуються лінійної космології зі сценаріями кінця часів, що містять теми трансформації та спокути. У пізнішому юдаїзмі термін «кінець днів» посилається на месіанську епоху і включає в себе збирання вигнаної єврейської діаспори, прихід Месії, воскресіння праведних і майбутній світ. Деякі форми християнства зображують останній час як період скорботи, який передує другому пришестю Христа, який зіткнеться з появою Антихриста разом з його структурою влади та лжепророками, і відкриє Царство Боже. В ісламі Судному дню передує поява Masīḥ ад-Dajjāl (Даджаль), а за ним йде низхід ʿĪsā (Ісуса), який переможе над фальшивим Месією або Антихристом; його поразка призведе до послідовності подій, які завершаться сходом сонця із заходу та початком Кияма (Судного дня).
Дхармічні релігії, як правило, мають більш циклічний світогляд, з есхатологіями останнього часу, що характеризуються занепадом, спокутою та відродженням (хоча деякі вважають, що переходи між циклами відбуваються відносно без подій). В індуїзмі кінець часу настає, коли Калкі, останнє втілення Вішну, спускається верхи на білому коні та кладе кінець поточної Калі Юги, завершуючи цикл, який починається знову з відродженням світу. У буддизмі Будда передбачив, що його вчення буде забуто через 5000 років, після чого настане безлад. У ньому говориться, що з'явиться бодхісаттва на ім'я Майтрея, який заново відкриє вчення Дхарми Будди, і що остаточне знищення світу відбудеться через сім сонць.
З моменту розвитку концепції глибокого часу в 18 ст. обчислення орієнтовного віку планети Земля, науковий дискурс про кінець часів розглядав остаточну долю Всесвіту. Теорії включають великий розрив, велике стискання, великий відскок і велике заморожування (теплова смерть). Соціальні та наукові коментатори також стурбовані глобальними катастрофічними ризиками та сценаріями, які можуть призвести до вимирання людства.

## Етимологія
Слово «есхатологія» походить від давньогрецького слова ἔσχατος (éschatos), що означає «останній», і -logy, що означає «вивчення», і вперше з'явилося в англійській мові близько 1844 року. Оксфордський словник англійської мови визначає есхатологію як «частину богослов'я, пов'язану зі смертю, судом і остаточною долею душі та людства».

## Лінійна космологія

### Юдаїзм

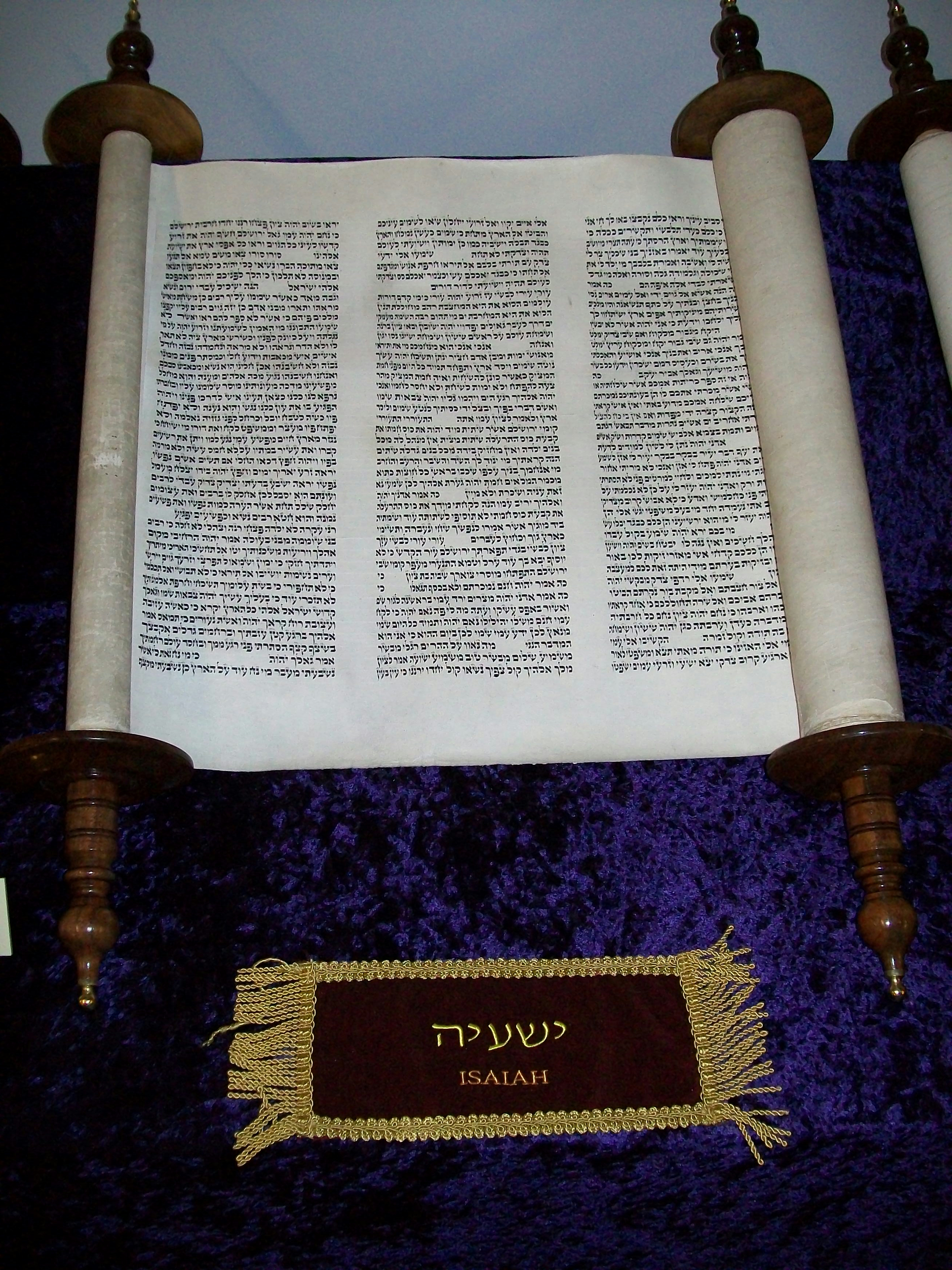
Сувій книги Ісаї

Основні принципи сучасної єврейської есхатології без певного порядку включають:
- Бог викупить Ізраїль від полону, який почався під час Вавилонського вигнання в новому Виході.
- Бог поверне єврейський народ до землі Ізраїльської.
- Бог відновить Дім Давида і Храм в Єрусалимі.
- Бог поставить регента з Дому Давида, єврейського Месію, щоб очолити єврейський народ і світ і започаткувати добу справедливості та миру, Месіанську еру.
- Неєвреї визнають, що Бог Ізраїлю є єдиним правдивим богом.
- Бог воскресить мертвих.
- Бог створить нове небо і землю.[6]

Юдаїзм зазвичай називає останні часи «кінцем днів» (aḥarit ha-yamim, אחרית הימים), фраза, яка кілька разів зустрічається в Танах. Останні часи розглядаються в Книзі Даниїла та в численних інших пророчих уривках у єврейських писаннях, а також у Талмуді, зокрема в трактаті Авода Зара.
Ідея месіанського віку, ери глобального миру та пізнання Творця, займає чільне місце в єврейській думці та є частиною кінця днів. Відомий уривок із Книги Ісаї описує цей майбутній стан світу: «Вони перекують мечі свої на лемеші, а списи свої — на серпи; не підніме меча народ на народ, і не будуть уже навчатися війні» (2:4). Маймонід (1135—1204) далі описує месіанську еру в Мішне Торі: "І в той час не буде ні голоду, ні війни, ні заздрості, ні суперництва. Бо добра буде вдосталь, а всі ласощі пропадуть. Цілком заняттям світу буде лише пізнання Бога; … Ізраїльський народ буде великої мудрості; вони сприймуть езотеричні істини і зрозуміють мудрість свого Творця, як це є здатністю людини. Як написано (Ісая 11:9): «Бо земля буде наповнена знанням про Бога, як вода покриває море».

### Кабала
У Кабалі Зоар стверджує, що сім днів тижня, засновані на семи днях творіння, відповідають семи тисячоліттям творіння. Сьомий день тижня, суботній день відпочинку, відповідає сьомому тисячоліттю, епосі загального відпочинку, або месіанської ери. Сьоме тисячоліття починається з 6000 року Anno Mundi, і це останній час, коли Месія може прийти. Кілька ранніх і пізніх єврейських вчених писали на підтримку цього, зокрема Рамбан, Ісаак Абарбанель, Авраам Ібн Езра, Рабейну Бахія, Віленський Гаон, Любавицький Ребе, Рамхал, Ар'є Каплан і Ребецин Естер Джунгрейс.

### Зороастризм
Фрашокереті — це зороастрійська доктрина остаточного оновлення всесвіту, коли зло буде знищено, а все інше тоді буде в ідеальній єдності з Богом (Агура Мазда). Доктринальні передумови:
1. Добро врешті переможе зло.
2. Творіння, спочатку цілком добре, згодом було зіпсоване злом.
3. Зрештою світ буде відновлено до досконалості, яку він мав під час створення.
4. «Спасіння для індивідуума залежало від суми думок, слів і вчинків [цієї людини], і жодна божественна істота не могла втручатися, будь то співчутлива чи примхлива, щоб це змінити». Таким чином кожна людина несе відповідальність за долю власної душі і водночас несе відповідальність за долю світу.[19]

Зороастрійська есхатологія вважається однією з найдавніших в історії. Дата народження її засновника, Зороастра, невідома, наукові дати коливаються від 500 до н. е. до 1500 р. до н. е. Пліній Старший навіть припускає, що було два Зороастри. Однак, з огляду на те, що вірування схожі на основні авраамічні релігії та, можливо, передують їм, повністю розроблена концепція кінця світу не була створена в зороастризмі до 500 р. до н.
Бахман Яшт описує:
|  | Наприкінці твоєї десятої сотої зими сонце стає ще невидимим і плямистим; рік, місяць і день коротші; а земля безплідніше; і посів не дасть насіння. І чоловіки стають більш брехливими і більш схильними до підлих дій. Вони не матимуть вдячності. Почесне багатство дістанеться тим, хто має спотворену віру. І темна хмара робить все небо нічним, і піде дощ згубніших істот, ніж вода. |

За битвою між праведними і злими почнеться Фрашокереті. На землю Саошянт прибуде як останній рятівник людства та здійснить воскресіння мертвих. Язати Айряман і Атар розплавлять метал у пагорбах і горах, який потече лавою по землі, і все людство, як живе, так і воскресле, буде змушене пройти через нього. Ашаван пройде розтопленою рікою, як теплим молоком, але грішний згорить. Потім він потече в пекло, де знищить Анхра-Майнью та останні сліди зла.
Праведники скуштують парахаома, яка подарує їм безсмертя. Людство стане схожим на Амеша Спентас, живучи без їжі, голоду, спраги, зброї чи поранень. Тіла стануть настільки легкими, що не будуть відкидати тіні. Усе людство розмовлятиме однією мовою і належатиме до єдиної нації без кордонів. Усі матимуть єдине призначення й мету, об'єднавшись із Агура Маздою для вічного й божественного піднесення.

### Гностицизм
Гностичний кодекс «Про походження світу» (ймовірно, датований майже кінцем третього століття нашої ери) стверджує, що під час того, що називається завершенням епохи, Сонце і Місяць стануть темними, оскільки зірки змінять свій звичайний курс. Царі воюватимуть один з одним, і громи сколихнуть світ. Корумповані Архонти будуть сумувати. Море буде хвилюватися битвою царів, які сп'яніли від вогняного меча. Нарешті, великий грім пролунає від Софії, жінки на небосхилі над силами Хаосу. Вона скине зіпсованих богів у безодню, де вони будуть боротися один з одним, доки не залишиться лише їхній вождь Ялдабаот і не знищить себе. Далі небеса Архонтів впадуть одне на одного, перш ніж Земля зануриться в безодню. Світло покриє темряву і усуне її, а потім утворить щось більше, ніж усе, що існувало раніше. Джерело темряви розпадеться, а недолік буде вилучено з кореня. Ті, хто не був досконалив в незачатому, отримають славу у своїх царствах і царствах безсмертних, але ті, хто був, увійдуть у царство без царів. Усіх судитимуть за їхніми вчинками та гнозисом.

### Християнство
Християнська есхатологія — це наука про кінцеву долю окремої душі та всього створеного світу, що базується головним чином на біблійних текстах Старого та Нового Заповітів.
Християнські есхатологічні дослідження спрямовані на вивчення та обговорення таких питань, як природа божественного та божественна природа Ісуса Христа, смерть і потойбічне життя, рай і пекло, друге пришестя Ісуса, воскресіння мертвих, піднесення, скорбота, тисячоліття, кінець світу, Страшний суд, а також Нове небо та нова земля в майбутньому світі.
Есхатологічні уривки зустрічаються в багатьох місцях Біблії, як у Старому, так і в Новому Завітах. У Старому Завіті апокаліптичну есхатологію можна знайти, зокрема, в Ісаї 24–27, Ісаї 56–66, Йоіла, Захарії 9–14, а також у заключних розділах Даниїла та Єзекіїля. У Новому Заповіті застосовні уривки включають Матвія 24, Марка 13, притчу «Вівці та Кози» та Книгу Одкровення, яка часто займає центральне місце в християнській есхатології.
Друге пришестя Христа є центральною подією християнської есхатології в ширшому контексті повноти Царства Божого. Більшість християн вірять, що смерть і страждання будуть існувати до приходу Христа. Проте існують різні погляди щодо порядку та значення інших есхатологічних подій.
Книга Одкровення лежить в основі більшої частини християнської есхатології. Дослідження Одкровення зазвичай поділяють на чотири інтерпретаційні методології або герменевтику:
- Футуристський підхід трактує Книгу Одкровення здебільшого як нездійснене пророцтво, що відбудеться в якомусь ще невизначеному майбутньому.
- Претеристський підхід тлумачить Одкровення головним чином як таке, що мало пророче сповнення в минулому, головним чином у подіях першого століття нашої ери.
- Історичний підхід поміщає Одкровення в контекст історії, ототожнюючи фігури і уривки в Одкровенні з основними історичними людьми та подіями. Ця точка зору зазвичай дотримувалась ранньохристиянською церквою, а потім серед попередників протестантизму, наприклад Джоном Вікліфом,[25] Йоакимом Фіорським[26], а пізніше — більшістю протестантських реформаторів, таких як Мартін Лютер,[27][28] Джон Кальвін[29] і Джон Веслі.[30] Серед інших прихильників цієї точки зору був Ісаак Ньютон[31] (1642—1727).[32][33]
- Ідеалістичний підхід розглядає події Одкровення ані як минулі, ані як майбутні події, а як суто символічні розповіді, що стосуються постійної боротьби та остаточної перемоги добра над злом.

### Мунізм
Есхатологія в теології Церкви об'єднання, викладеній у «Божому Принципі», докорінно відрізняється від традиційних апокаліптичних уявлень про кінець світу. Вона трактує «Останні дні» не як знищення фізичного світу, а як перехідний період, що знаменує кінець гріховної історії під владою сатани та початок нової епохи — Царства Небесного на землі, зосередженого на Богові.
Згідно з цим вченням, біблійні пророцтва про руйнування світу вогнем, суд і катаклізми слід розуміти символічно, а не буквально. Наприклад, суд вогнем (2 Петра 3:12) трактується як суд Божим Словом (Ів. 12:48), а не фізичним полум'ям. Мета Бога — не знищити світ, який Він створив, а відновити його до початкового ідеалу. Тому прихід Месії має на меті не зруйнувати землю, а покласти край пануванню зла і започаткувати нову еру миру і гармонії.
Ознаками Останніх днів, згідно з «Принципом», є не лише стихійні лиха, а й духовні та ідеологічні явища. Стверджується, що в цей час відбудеться відновлення всіх минулих епох історії, що знайде своє відображення в сучасності. Наприклад, конфлікти ідеологій (як-от протистояння демократії та комунізму в XX столітті) розглядаються як остання, глобальна версія боротьби, що тривала протягом усієї історії людства. Також вказується на посилення духовних явищ, падіння моралі та водночас зростання прагнення людини до вищих цінностей, що свідчить про наближення переломного моменту в історії людства. Кінцевою метою є не знищення, а відновлення — створення ідеального світу, який Бог задумав від самого початку.